# Daternomina krokale
Daternomina krokale là một loài Trichoptera trong họ Ecnomidae. Chúng phân bố ở miền Australasia.